# Arnhemsche Tramweg-Maatschappij
De Arnhemsche Tramweg-Maatschappij (afkorting: AhTM) was een vervoersbedrijf dat normaalsporige paardentramlijnen in Arnhem en Velp exploiteerde. Het bedrijf werd in 1879 opgericht. 

## Geschiedenis

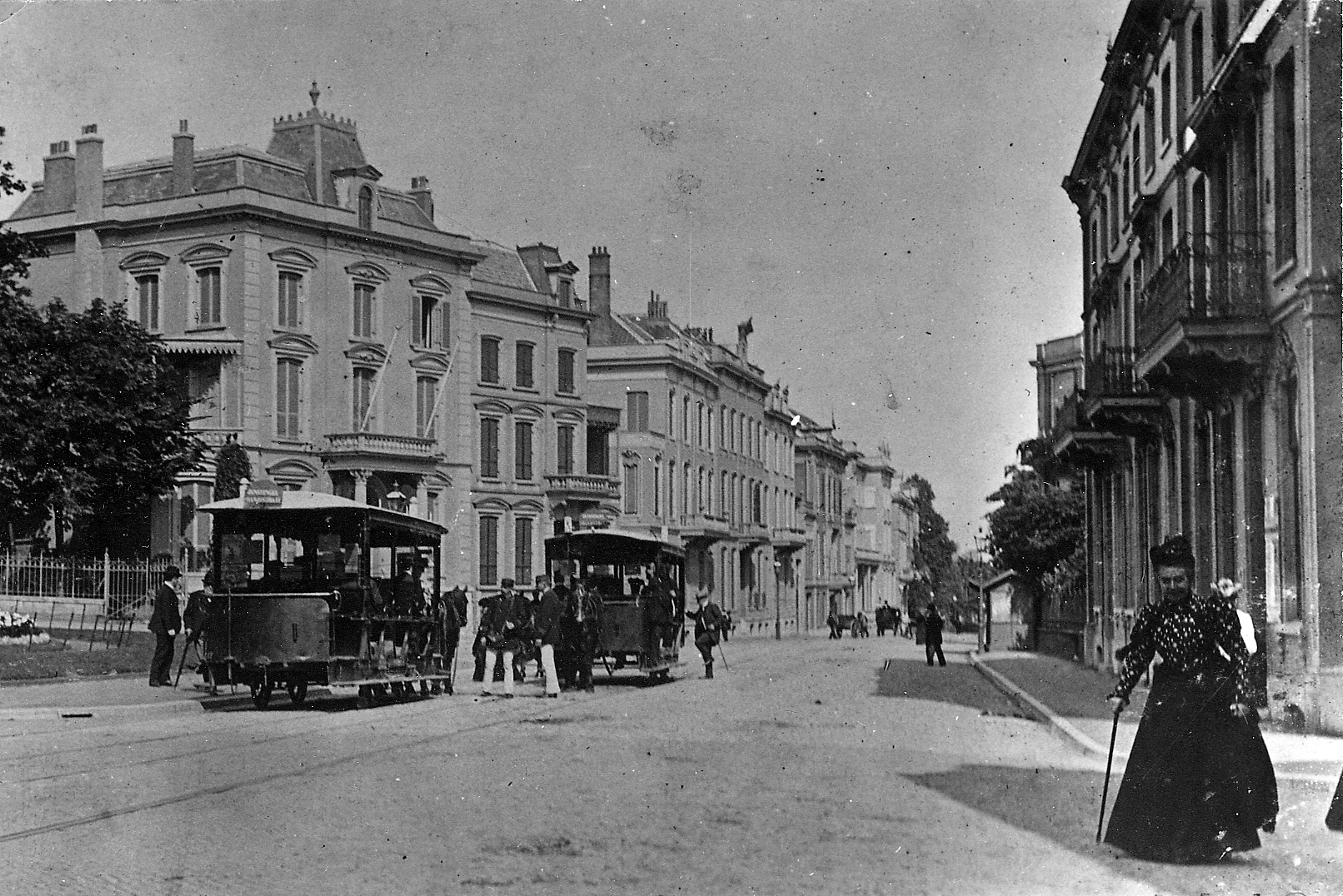
AhTM-lijnen op het stationsplein (ca. 1900)

Op 3 mei 1880 begon de exploitatie van de lijnen. Er waren twee stadslijnen en een buitenlijn naar Velp, met een totale lengte van 12 km. In eerste instantie werd gereden op normaalspoor, maar vanaf 1910 gingen de trams over op kaapspoor.
In 1909 werd het bedrijf na twee jaar onderhandelen overgenomen door de gemeente Arnhem, waarna het bedrijf in 1911 opging in de Gemeente Electrische Tram Arnhem (GETA). De twee stadslijnen werden direct in 1911 geëlektrificeerd; de buitenlijn naar Velp volgde op 3 juni 1912.